# L'anomalo bicefalo
L'anomalo bicefalo è uno spettacolo teatrale di Dario Fo e Franca Rame, incentrato sulle vicende giudiziarie, politiche, economiche di Silvio Berlusconi.
Della commedia fu temporaneamente impedita la diffusione televisiva, a causa della querela presentata da Marcello Dell'Utri, il quale contestava la citazione di alcune sue vicende giudiziarie all'interno della sceneggiatura.

## Trama
In una sorta di città ideale in cui vivono attori, saltimbanchi e maschere di carnevale, Franca Rame apre con un incipit tratto dalla Lisistrata di Aristofane e viene presentato il tema di fondo:
Infatti, a seguito di due attentati terroristici, Vladimir Putin viene colpito fatalmente, mentre Silvio Berlusconi si salva, ma deve essere sottoposto ad un intervento chirurgico per ricostruire il cervello lesionato: verrà così impiantato il cervello del leader russo. Berlusconi si riprende, ma ha problemi di memoria: non ricorda il passato con la moglie Veronica Lario (interpretata da Franca Rame), si stupisce delle proprie attività e a volte parla in russo.
Tale narrazione costituisce in realtà il copione del film che sarà diretto dal regista Dario Fo, che sta compiendo dei provini per reclutare gli attori (interpretati dallo stesso Fo), protagonisti di scenette esilaranti dal retrogusto amaro, facendo prendere coscienza al pubblico dell'ineluttabilità del presente fino allo sgomento.